# 李陵容
李陵容（351年—400年），东晋简文帝司马昱的妃子，晋孝武帝、司馬道子、鄱陽公主 的母亲。出身微贱，身体强壮，膚色較深，初在会稽王府里做低等婢女。

## 生平
开始晋简文帝司马昱为会稽王，有三子，都夭折。自世子司马道生在永和四年（348年）被废黜，临川献王司马郁早逝，其后诸姬绝孕将近十年。司马昱令卜者扈谦占筮，回答：“后房中有一女，当育二贵男，其一终盛晋室。”当时宠妾徐氏生新安公主，因美丽有德被宠爱。司马昱很希望她有身孕，但过了一年还是无子。道士许迈，当时朝臣都说他得道。帝从容而问，回答：“迈是好山水人，本无道术，斯事岂所能判！但殿下德厚庆深，宜隆奕世之绪，当从扈谦之言，以存广接之道。”司马昱同意，更加采纳。又数年还是无子，令善相面的人看他的爱妾，相面者说都不能给王爷生儿子，于是又派诸婢媵给他看。当时李陵容为宫人，在织坊中，因為身材高大，皮肤色黑，而被宫人戲稱是昆仑人（黑人）。李陵容到了，相面者大惊：“就是这个人。”司马昱为了大局，召她侍寝。李陵容几次梦到两龙枕膝，日月入怀，以为这是吉祥，遂在362年生孝武帝司马曜、364年生司马道子（会稽文孝王）及鄱阳长公主。
司马昱在371年被桓温拥立为帝，在位仅八个月既去世，期間不曾給予李陵容任何封號。她的儿子孝武帝即位后，尊封李陵容为淑妃。太元三年（378年），进为贵人，九年，进为夫人。十二年，加为皇太妃，仪服与太后相同。十九年，会稽王司马道子上奏：“母以子贵，庆厚礼崇。伏惟皇太妃纯德光大，休祐攸钟，启嘉祚于圣明，嗣徽音于上列。虽幽显同谋，而称谓未尽，非所以仰述圣心，允答天人。宜崇正名号，详案旧典。”八月辛巳，孝武帝临轩，遣兼太保刘耽尊李陵容为皇太后，称崇训宫。
晋安帝即位，尊为太皇太后。隆安四年（400年）七月壬子，李陵容在含章殿驾崩，上尊谥文皇太后，葬于修平陵，神主祔于她婆婆宣太后鄭阿春庙。追封孝武文太后。

## 延伸阅读
[在维基数据编辑]
 《晉書/卷032》，出自房玄齡《晉書》